# Mercedes-Benz MB100

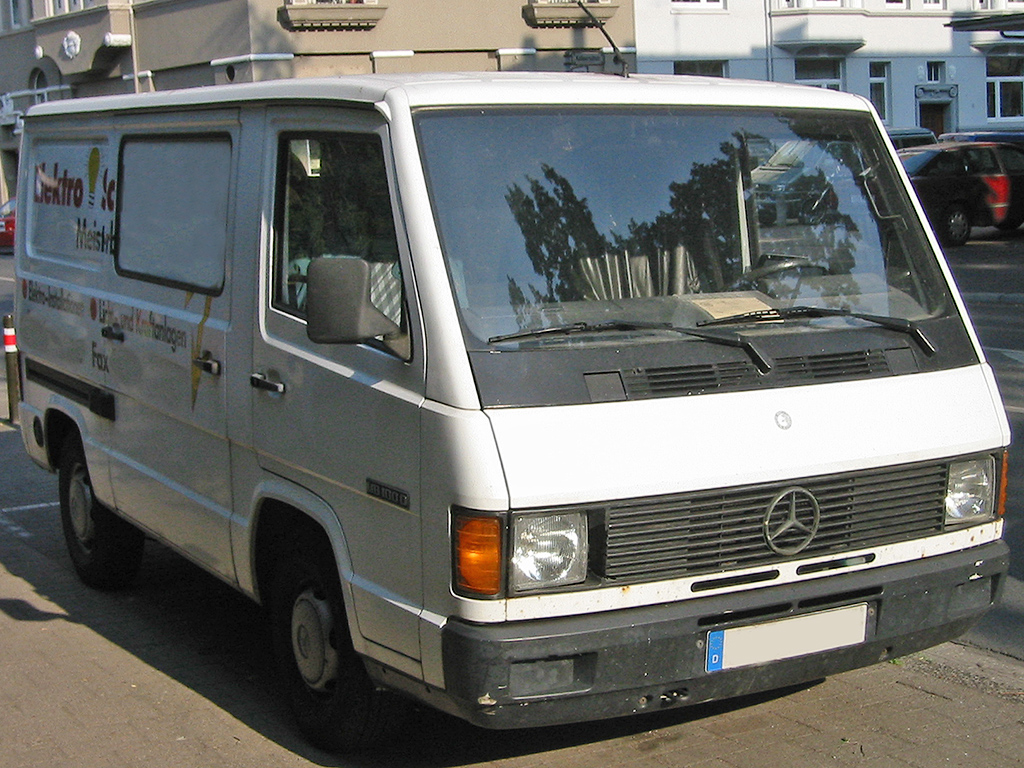
Mercedes-Benz MB 100 (1988–1992)

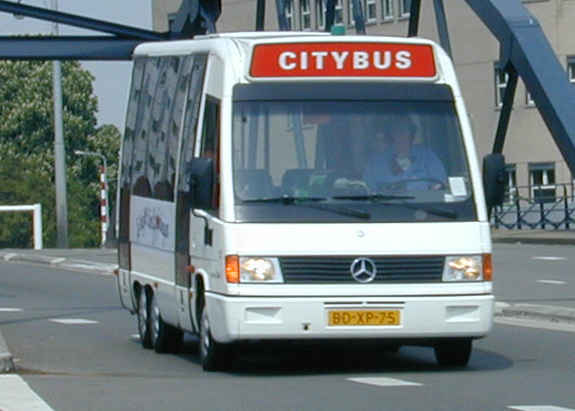
Mercedes O 100 Citybus

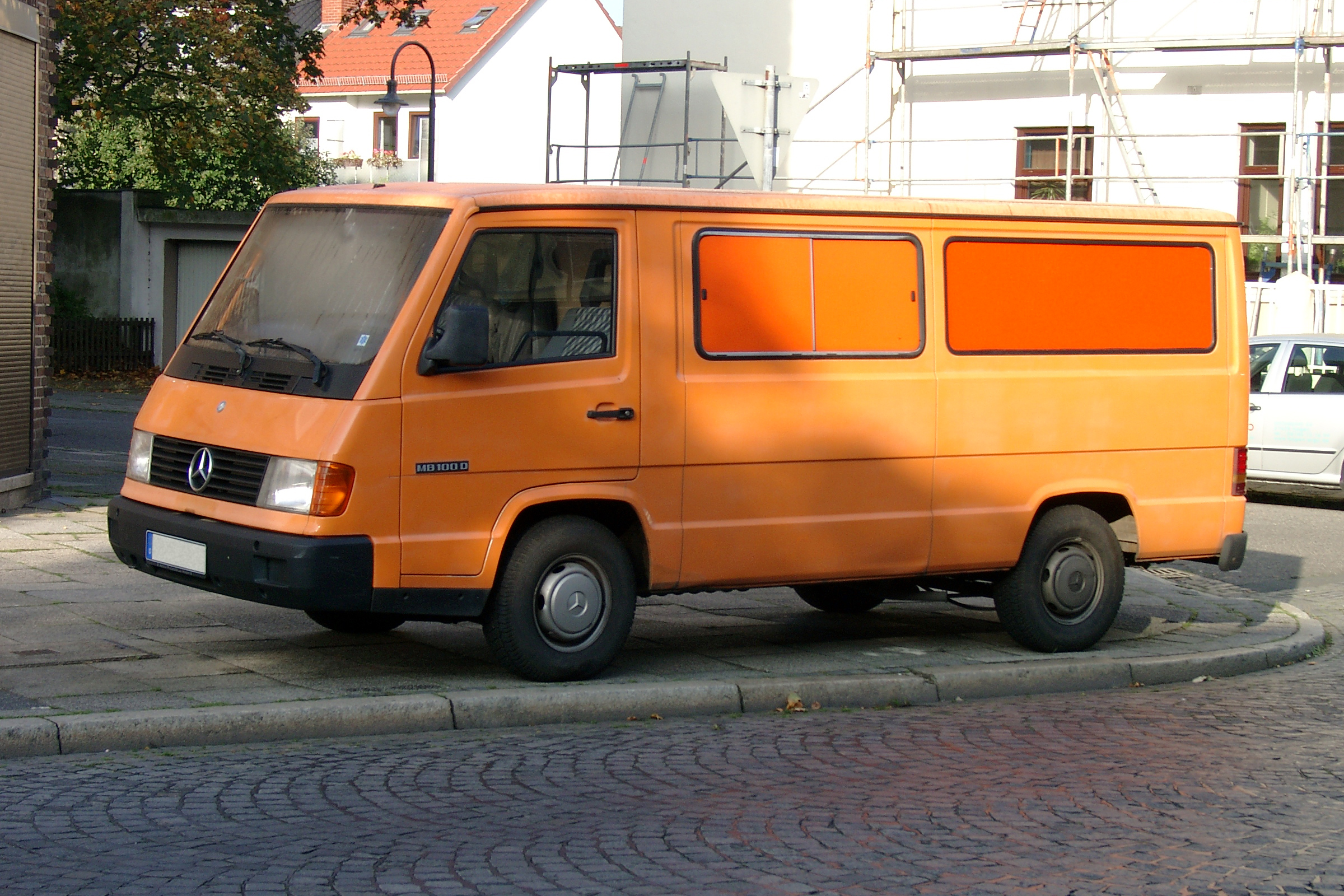
Mercedes-Benz MB 100 (1992–1995)

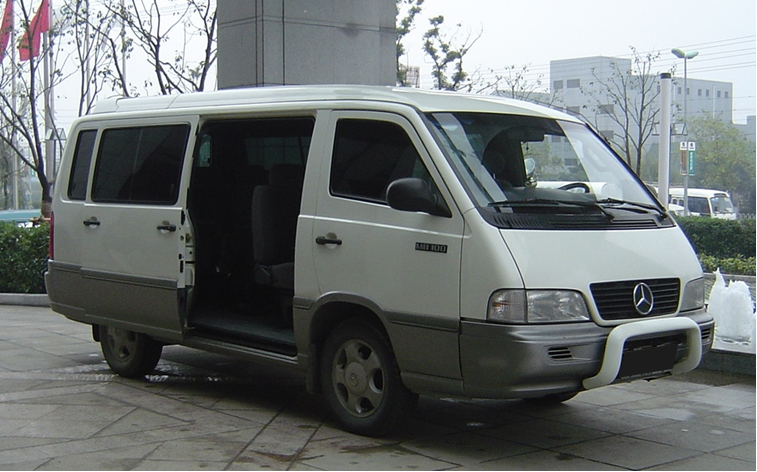
Mercedes-Benz MB 100/140-Istana

De Mercedes-Benz MB 100 is een bestelwagen uit het lichte bedrijfswagensegment van Mercedes-Benz. De MB 100 werd van 1988 tot 1995 ter afronding van het bedrijfswagenprogramma aan de onderkant aangeboden. Hij werd in diverse uitvoeringen geleverd, bijvoorbeeld als bestelwagen, busje (met ruiten rondom), lichte vrachtauto en camper. 
Kenmerkend voor de Ecosprinter MB 100 D was onder meer de economische dieseluitvoering met een 5-versnellingsbak, de voorwielaandrijving, een hoog nuttig laadvermogen, de compacte buitenafmetingen en een lage laadvloer. Het leveringsprogramma voor Nederland bestond uit gesloten bestelwagens met wielbases van 2.450 mm en 2.675 mm, en twee dak hoogten.
Het voertuig was leverbaar met één enkele motor, de 2,4-liter-dieselmotor (OM616) met 72 pk, later 75 pk, zoals die ook in de MB 207 D, het volgende type in grootte, toegepast werd. De productie vond plaats in de in 1981 opgekochte MEVOSA-fabriek (daarna Mercedes-Benz España S.A.) in Vitoria in Spanje. Concurrenten waren onder andere de Volkswagen Transporter en de Ford Transit, opvolger was de Mercedes-Benz Vito.
Dit voertuig werd ook als MB 80 geleverd. In de basis hetzelfde echter, zonder stuurbekrachtiging.

## Geschiedenis
Het basisconcept van frontstuur met motor voorin in de lengterichting, voorwielaandrijving en een op een buizenchassis gemonteerde niet-zelfdragende carrosserie, gaat terug naar de DKW F 1000 L die werd gebouwd door het Spaanse DKW-IMOSA. Zo was de MB 100 voor een auto van de tachtiger jaren op een aantal details niet meer bij de tijd (bijvoorbeeld torsiestaafvering op de vooras, die regelmatig doorgesmeerd moest worden), had echter dankzij deze bouwvorm een zeer grote laadruimte in verhouding tot voertuiggrootte en overtrof op dit gebied zijn concurrenten.
Door de combinatie van frontmotor, voorwielaandrijving en het buizenchassis was de MB 100 zeer geschikt als basis voor speciale opbouw. Speciaal voor verkoopwagens, vaak met een aanzienlijk verlengd chassis en dubbele achteras, maar ook als autoambulance of met gesloten opbouw en zelfs lijnbussen werden door verschillende voertuigbouwers op het chassis van de MB 100 vervaardigd. Zo werd bijvoorbeeld door de Nederlandse firma Duvedec voor Mercedes-Benz de O 100 Citybus geproduceerd.
Voor modeljaar 1992 werd de MB 100 gereviseerd. Uiterlijke kenmerken waren een verlengd front met nu een schuin aflopende grille. Het verlengde front zou onder andere de passieve veiligheid van het voertuig verhogen. Nadat de productie van de MB 100 in Vitória werd beëindigd, werden de gereedschappen van de MB 100-cabine gebruikt om in Indonesië de MB 550/700 vrachtauto te produceren met gebruikmaking van een gemodificeerde MB 100-cabine.
De MB 100 werd met een nieuwe, Aziatische carrosserie tot 2004 nog in Korea door Ssangyong verder gebouwd en zowel onder de merknamen SsangYong als Mercedes-Benz verkocht. Hij was hier in twee wielbases leverbaar, kort als MB 100 en lang als MB 140. Verder was hij met 2,3-liter-dieselmotor en 2,2-liter-benzinemotor leverbaar. Met delen uit Korea werd tot 2004 bovendien in Vietnam volgens het CKD-proces geproduceerd. Hij was zeer geliefd in heel Azië en Midden-Amerika, en eveneens in Australië. Na uitlopen van de productie gingen de productiestraten naar China naar de destijds tweede grootste SsangYong-aandeelhouder, Shanghai Automotive Company, waar de Koreaanse uitgave van de MB 100/140, de Istana, verder geproduceerd wordt. Echter niet meer onder de merknamen Mercedes-Benz of Ssangyong, maar als SHAC Istana.